# Fabriciana chlorodippe
Fabriciana chlorodippe är en fjärilsart som beskrevs av De Villeiers och Achille Guenée 1835. Fabriciana chlorodippe ingår i släktet Fabriciana och familjen praktfjärilar. Inga underarter finns listade i Catalogue of Life.